# Nissonite
La nissonite est un minéral de phosphate de cuivre très rare de formule chimique : Cu2Mg2(PO4)2(OH)2·5H2O. Elle cristallise dans le système monoclinique généralement sous forme de croûtes, de cristaux tabulaires et de cristaux en forme de diamant,. La couleur est bleu-vert. Elle a un trait vert clair, une dureté Mohs de 2,5 et une gravité spécifique de 2,73. Le clivage en est distinct sur {100}. On la trouve associée à la chrysocolle, au glaucophane et au phosphohedyphane.

## Historique
La nissonite a été découverte en 1966 et porte le nom de William H. Nisson (1912–1965), un minéralogiste amateur et collectionneur américain. Le matériau type provient de la mine de cuivre Llanada Copper, près de Llanada, San Benito Co., en Californie. L'IMA lui a attribué le symbole de Nss.

## Gisements
La nissonite est présente dans 5 mines dans le monde selon Mindat.org en 2023.
Aux États-Unis :
- La mine Llanada Copper[8], Panoche, en Californie, sa localité type.
- La mine Boss[9], Goodsprings Mining District, Chaîne Spring, Comté de Clark, Nevada.

En Australie :
- La mine Mount Oxide Copper[10], Mount Gordon, Gunpowder District, ville de Mount Isa, Queensland.
- La mine Iron Monarch[11], Iron Knob, chaîne Middleback, Péninsule d'Eyre, Australie-Méridionale.

Au Brésil
- La mine S11D-0047[12], Serra Sul Project, Canaã dos Carajás, Pará.